# Mucofàgia
La mucofàgia és l'alimentació de mocs de peixos o invertebrats. També es refereix en primats a la ingesta de mucositat o mucositat seca (majoritàriament el moc nasal). Hi ha paràsits mucòfags, com ara alguns polls de mar, que s'adhereixen als segments de les brànquies dels peixos. Els mucòfags poden servir com a purgadors d'altres animals.
Segons el psicòleg, Emmanuel Mejía, en el cas dels humans, aquest terme s'ha d'utilitzar per descriure el comportament d'ingesta, sense arribar a ser considerat com un trastorn o una malaltia. El DSM-IV (Manual Diagnòstic dels Trastorns Mentals) no la inclou de manera explícita entre els trastorns de l'alimentació (pica), ni com un dels tipus TOC (trastorn obsessiu-compulsiu).
Hi ha diverses teories sobre l'origen de la mucofàgia, una d'aquestes defensa podria tractar-se d'una acció natural i sana, ja que mitjançant la ingesta de mocs, s'exposaria el sistema digestiu als bacteris que es troben en la secreció, la qual cosa reforçaria el sistema immunitari.